# 아라카와 언더 더 브리지

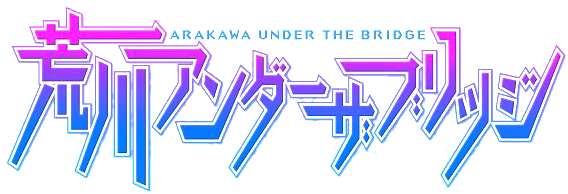
로고

《아라카와 언더 더 브리지》(일본어: 荒川アンダー ザ ブリッジ)는 나카무라 히카루의 일본 만화 작품이다.
2004년부터 《영 간간》(스퀘어 에닉스)에서 격간 (월1회) 연재했던 전파계 갱 및 러브스토리 작품이다. 월간 강강 WING에 연재되던 작품《나카무라 고보》의 캐릭터가 다수 출연하고 있다. 제목은 아라카와와 레드 핫 칠리 페퍼스의 곡 〈Under the Bridge〉에서 유래했다.
TV 도쿄 계열에서 2010년 4월부터 6월까지 텔레비전 애니메이션 제 1기, 같은 해 10월부터 12월까지 텔레비전 애니메이션 2가 각각 방영되었다. 또, TBS계열에서 2011년 7월부터 9월까지 실사 드라마로 방송됐으며, 드라마의 극장판이 2012년 2월에 개봉됐다.

## 등장인물
이치노미야 코우/市ノ宮行（いちのみや こう） / リクルート(리쿠르트)/リク(리쿠)
성우 - 카미야 히로시/사이토 치와(소년기)
대 재벌 "市ノ宮グループ(이치노미야 그룹)"의 후계자이며, 대학생인 그 자신도 GOES(고즈)등 다양한 회사를 설립 경영하고 있는 젊은 엘리트. 나이:22세. 키:172cm 몸무게:56kg(264화에선 50kg). 처녀자리 혈액형:A형
강에 빠졌을 때에 니노에게 도움 받았던 빚을 갚기 위해 니노의 연인이 되어 하천에 살게 되었다. 촌장에게 붙여진 이름은 "리쿠르트(통칭 "리쿠")" 겉모습 때문에 콩나물(허약체질) 취급을 당할 때도 있다. 어려서부터 영재 교육을 받아 왔기 때문에 학문 운동 예술의 모든 것에 대해 깊게 알고 있다. 또한 태어났을 때부터 계속 엘리트로서 살아왔기 때문에 괴짜 투성이인 하천 부지 주민들이 질릴 정도로 심각한 나르시스트이기도 하다. 학창시절부터 상당히 인기 있었지만 다른 사람과 최소한의 관계만을 유지했기 때문에 연애에 관해서는 중학생 이하. 게다가 순정 만화를 자료로 하는 등, 그 감각은 어딘가 어긋나있다.
타인 만든 빚을 갚지 않으면 스트레스로 천식을 유발하는 체질. 그러나 하천 생활을 계속하는 동안 점차 천식을 일으키지 않게 되었다.
하천에서 하는 일은 교사. 수업에는 니노, 철인 형제, 스텔라가 주로 참가하여 과학 실험을 하거나 놀이 공원을 기획하는 등을 하고 있다.
이 작품의 거의 유일한 태클(츳코미) 담당이며 상식인이지만 반대로 그가 바보짓(보케)을 할 경우 하천 주민 거의 모두에게 태클당한다.
니노/ニノ
성우 - 사카모토 마아야
「금성인」을 자칭 하는 수수께끼의 전파계 미소녀「지구인의 「사랑」이라는 것을 이해하기 위해」 리쿠에게 「사랑을 시켜 주지 않는가」라고 부탁 연인이 된다. 키:159cm 몸무게:46kg
금발의 원렝스 커트가 특징으로, 이름의 유래인 「2-3」이라고 쓰여진 제킨을 붙인 파랑 저지를 입고 있다. 당초는 무표정하고 담박한 태도와 어조가눈에 띄었지만 시스터 가라사대 「리쿠와 교제하기 시작한 다음 웃는 얼굴을 잘 보인다」같게 된다. 아라카와 하천 부지의 일은 어획, 기본적으로 그녀가 만드는 요리는 어류가 중심인 것 외 인사 시에도 갑자기 상대의 입에 날생선을 집어넣는 등의 기행을 보인다. 어떤 장비도 없이 1시간 이상이나 잠수할 수 있는 것 외 유영 능력도 꽤 높고 아라카와의 격류를 아랑곳하지 않는다. 좋아하는 것은 시스터가 만든 쿠키. 건망증이 심하고 리쿠가 하천 부지에 살도록 말했던 것도 그의 얼굴을 잊지 않기 때문. 부모님으로부터의 보내 것과 사사계 대량의 카셋트 데이프를 소중히 보관하고 있다. 이 테이프에 손을 대면 위협의 포즈를 취해 분노하기 시작한다. 평상시는 골판지 하우스에 살아 안에 있는 비로드의 침대에 도착해 있는 인출 안에서 잔다. 단지 때때로 리쿠의 집에서 자기도 한다. 몽유병의 마음이 있어 한층 더 시스터의 훈련에 의해서 자고 있는 동안만 고무술을 사용할 수 있게 되어 있다.
작자는 그녀를 에이브릴 라빈의 젊은 무렵을 모델로 하고 썼다. 남성(명령) 어조(당초 일인칭은 장면에 의해서 「 나」「나」를 구사하고 있었지만 후에 「 나」로 통일되었다. 이유는 리쿠를 위해서 공부하고 「그녀」에게 작업 체인지 하려고 했기 때문에 애니메이션에서는 최초부터 「 나」)로 말한다.
촌장/村長
성우 - 후지와라 케이지
아라카와 하천 부지에 사는 노숙자들을 나누고 있는 자칭 나이:620세 캇파 키:176cm 몸무게:100kg (껍질 포함) 264회에서 몸무게:78kg(껍질 등을 벗고-30kg)
하천에 사는에는 촌장에게서 이름을 받아야한다는 규칙이 있다. 외형의 분위기 등에서 (주로 적용되는) 이름을 붙일 수 있다. 매우 낙천적인 성격이고 줄줄 생활을 보내고 있다. 성 등 조각도 볼 수 없지만 그의 아무렇지 않은 말에는 왠지 사람을 진정시키는 힘이 담겨있다. 자신을 갓파라고 우기고 있지만 인형을 입은 훌륭한 인간 인간이라고 들켜 들켜 행동을 취하고 있지만 채용 이외는 모두 진짜 캇파 라고 생각한다. 캇파 슈트는 상당히 고성능이지만 소재가 뽀리부로삐렌이기 때문에 불에 약하다. 복수 소지하고 바리 에이션도 풍부 P코에게 사랑 받고 있지만 자신의 생각에 전혀 모르고 가라사대 "인간의 연애 따위 생각할 수 없다."는 것 좋아하는 것은 오이와 P코를 스페셜 술 "하천" 니노를 어린시절부터 알고 있으며 작중의 중요한 열쇠 담당자가 되고 있다.
별/星（ほし）
성우 - 스기타 토모카즈
항상 별 모양의 마스크를 쓰고 있는 남자 다리 아래의 음악 담당의 뮤지션 나이:24세 키:179cm 몸무게:74kg 황소자리 혈액형:B
정기적으로 콘서트를 하천 부지에서 열려 있지만 선보일 곡은 진묘한 내용의 것이 대부분 하지만 기타 팔은 확실하다. 별 모양 마스크 아래에 보름달 모양의 마스크를 겹쳐서 입고 있다. 골초에서 특히 세븐 스타를 즐겨 빤다. 좋아하는 여성의 타입은 "완렌 여자"라고 우기는 정도 니노를 좋아해 따라서 니노의 연인으로 나온 육지를 눈엣가시로 하고 있다. 무언가에 찍어 성희롱하거나 대립하거나 하지만 이러니 저러니해도 육지와는 사이 좋게 지내고 나쁜 친구의 관계가 있다. 자타가 공인하는 페미니스트이며, 니노 대해서는 물론 P코나 아마 조네스 등에 대해서도 연애에 관한 조언과 걱정을하는 경우가 많다 또한 세련에도 신경을 쓰고 있고 하천 부지 주민 드레스 코디 적도 있다. 작가 왈 "그리고 있어 복장을 생각하는 것이 기대되는 캐릭터" 촌장과 달리 인간 세상 밖 우기는 생각은없고 마스크를 제거하고 다리에 있는 편의점에 쇼핑을 갈 수있다. 마스크의 모습은 붉은 갈색 머리의 미형 4년 전까지는 세 번째 앨범에서 오리콘 차트에서 1위를 불릴만큼 잘 나가는 뮤지션 이었지만 작사 작곡을하는 프로듀서 덕분이며 그 딜레마에 의한 자극으로 사용하게 주지 않았다. 또는 스트레스를 부딪친만의 즉석 노래를 잘 아라카와 하천 부지의 니노의 집 앞에서 노래하고 곳을 니노와 만나 자신의 노래에 솔직하게 칭찬을받은 일로 그녀에게 반했다 한다. 하지만 출연한 '[모리타카 즈요시 아워 웃어도 좋다고!]] "에서 존 레논 전화를 받고, 자신의 시간에 엘비스 프레슬리 불렀다 등 고 때문에 어디까지 사실인지 알 수가 없다.
시스터(シスター)
성우 - 코야스 타케히토
시스터의 모습을 한 원래 용병  '의 아름다움 청년 하천의 교회 매주 일요일 미사를 거행하고 있다. 지니고 있는 십자가는 [八端(はったん)/팔단] 나이:29세 키:208cm 몸무게:107kg 혈액형:A형 물병자리 국적:영국
용병 시대의 버릇이 빠지지 않고 수도 복 아래는 군복을 왔으며 대량의 화기를 소유하고 제3차 세계 대전에 대비하여 교회의 지하에는 핵 방공호까지 갖추고 있다. 무기와 무기는 물론 이와 유사한 것입에도 과민하게 반응하는 것이 많고 또 목숨을 건 뜨거운 투쟁을 보면 최고의 웃는 얼굴이된다. 또한 시스터라는 직업(?) 귀신이 보이거나 거짓말을 간파할라는 특수 능력도 가지고 있다. 고아원에서 일하고 있던 적도있어 쿠키와 케이크 등의 과자 만들기가 특기나 가정적인 면도 있다. 촌장에게 은혜가있는 것 같고 그에 대하여만은 경어를 사용한다. 옛날 전장에서 만난 마리아는 마리아 않네 잘라되어 그 화려한 솜씨에 첫눈에 반해 3년간 부부가 되어 결혼까지 생각했지만 모국의 간첩이었다. 그녀에게 패전의 결정적 수단이되는 중요한 정보 을 흘리고 말았다는 과거가있다. 그가 포커 페이스를 유지하고 있다는 않네 상처를 자신의 동료들로부터 폭소 되었기 때문에 지금도 마리아를 좋아하지만 그녀에서 하인처럼 심한 취급을 하고 있다. 저주로 인한 정신적 데미지가 한계를 초과하면 오른쪽 뺨에 있는 상처에서 피가 분출 가끔 농담도 하지만 그 때마다 절도있는 매도를 마구 퍼부을 수 있게 되고 결국 큰 피해를 입고 있다.
시로/シロ
성우 - 오오츠카 호우츄
항상 백선을 긋고 게다가를 이동하는 이상한 아저씨 본명은 「시라이 토오루/白井通（しらい とおる）」나이:43세 키:176cm 몸무게:71kg 게자리 혈액형:O형
일류 기업의 전 세일즈맨이었지만 무심코 출장처에서 「백선으로부터 떨어지면 아내가백색 코니시가 되어 버리는」라고 하는 룰로 백선 이동 게임을 시작했다. 그 이후로 백선을 그으면서 걷는 방법을 4년 전에 짜내고 나서 6년간 아내 시라이 카오루와 고교생의 아가씨가 기다리는 홋카이도의 집에는 수년에 걸쳐서 돌아오지 않았다. 그러나 지금도 아내와 아가씨에게서는 사랑받고 있어 「화이트 라인 오스트레일리아 배」에 출장하기 위해서 매회아내에게 보증인이 되어 주고 있어 사춘기 한창일리의 고교생의 딸(아가씨)로부터도 매우 사랑받고 있다. 백선 이동에 관해서는 보통 되지 않는 정열을 가지고 있어 자신을 「도라」라고 칭한다. 자신과 가치관이 맞는 사람에 대해서는 상냥하지만 그렇지 않은 사람이나 미하-에 대한 태도는 힘들다. 백선 이동에 대비한 트레이닝은 장소를 선택하지 않고 가고 있는 것 같아서 각력에 있어서는 비길 데 없음의 힘을 자랑한다. 당초는 나누기와 착실한 행동을 보이고 있었지만 서서히 공기를 읽을 수 없는 제멋대로인 면을 비밀이나 나쁜일이 드러남 해 나간다. 애기의 백선인 나무의 이름은 「코닛슈」외형에서는 모르지만 백선 이동을 위한 여러 가지 커스터마이즈가 되고 있다고 한다. 좋아하는 국도는 국도 15호또 흰 가루를 항상 필요로 하고 있기 때문에 옆에서 보면 무엇인가 오해 받을 수도 있는 사람으로 보여 버린다. 평상시는 팔과 다리의 부분에 구멍이 열린 침낭을 껴입고 있고 아라카와 하천 부지로의 그의 집은 그가 언제나 입고 있는 침낭과의 일 등지면 도롱이 벌레와 같이 침낭을 껴입는다. 하천 부지로 유일 마리아의 매도가 완전히 효과가 없는 인물
철인 형제(鉄人兄弟/てつじん きょうだい)
성우 - 산페이 유코 (테츠오) / 신타니 료코 (테츠)
초능력자를 자칭 철 가면 항상 쓰고 있는 아이의 형제 이름은 형이  '테츠오' '에서 노란 눈의 철 가면을 쓰고 있으며 동생이' '철이' '에 녹색 눈 철 가면을 쓰고 있다. 키:90cm 몸무게:40kg 혈액형:O형 쌍둥이 자리
가면을 벗으면 초능력을 사용할 것(본인들 가라사대 " '하늘도 날 수 있고 시공도 넘을 수 '")일은 드럼통 대중 목욕탕 매일 같이 갖춤의 옷을 입고 있어 여름에는 세라복을 겨울 동안 검은 후드를 입고 청바지를 입고 있다.
그들의 말에 따르면 "3년 전에 어떤 연구소에 No. 29, No. 30라는 번호로 수용되고 있던 것 같고 지옥 같은 그곳에서 탈주 하천 부지에 표류한" 같다. 그 연구소에 있었을 무렵 도내 JR선의 역명을 전극을 직접 뇌에 꽂아 기억하게 되고 탈주 지금도 그들의 역명을 잠꼬대로 말하게 되었다. 그것은 "테츠" "철"에서 따서 '철인'이라는 이름을 붙인 것 같다.
원래는 육지에 호의를 품고 있지 않고 별과 같이 채용을 적대시하고 있었지만 육지에서 수영을 배운 것을 계기로 그를 잘 길드되었다. 또한 또래이다 스텔라도 좋은 친구(사제?)관계를 맺고 있다.
첫 등장시 약간 장신에 그려져 있었지만 이야기의 진행과 동시에 키가 줄어들어 가고 작은 체형이되어 갔지만 자신들의 초능력의 영향이라고 설명하고 있다.
P코(P子/ピーこ)
성우 - 오미가와 치아키
하천 거주자 먹는 야채를 만들고 있는 소녀 잎사귀를 연상시키는 바보털이 있다. 니노의 친구로 겨울에는 야채의 종류와 모종을 찾아 여행을 떠나고 있다. 22세 신장:130cm 체중은 비닉 물고기 자리 혈액형:B형
괴짜 조의 하천 거주자 중은 비례 제대로된 성격을 하고 있다. 따라서 레크 리에 대신 다른 주민에게 태클을 할 수 있다. 반면 살인적인 얼빠진 아가씨에서 옛날 그녀의 야채 만들기에 아라카 하천의 주민들이 도우러오고 있던 것 같지만 그녀의 얼빠지고 목숨을 수도 없기 때문에 지금은 아무도 돕고 없다. 또한 촌장의 사랑을 시작으로 무언가 불우한 처지에 휘말리는 경우가 많다.
야채를 각별히 사랑하고 있어 하천의 거주자들의 취향에 맞게 성장 하고 있다. 상처 야채의 마음을 관리하기 위해 " '야채 지골 P 뉴트 '"라고 자칭 진한 캐릭터 작업 체인지 수수께끼의 노래와 춤을 선보일 수있다.
촌장에게 사랑하고 있기 때문에 그의 좋아하는 오이를 특히 많이 재배하고 있다. 공격을 건 일도 많이 있지만 촌장이 무뚝뚝하기 꽤 눈치주지 않는다. 레크 리에, 니노, 별 등 주민에게 알려져있다.
나이에 반해 상당히 작은 아이 체형으로 그 일은 당사자에게 큰 콤플렉스가있다. 또한 사랑 이야기에도 민감하지만 자타를 불문하고 얀데레가 폭주하는 경향도 있다.
정월은 아버지의 트랙으로 친가에 귀성하고 있다. 아버지는 " '종족이 다른 사람을 사랑하고 그것을 성취시킨 대단한 사람 "어머니는 " '항상 비닐 하우스에 있는 "같다.
스텔라(stella/ステラ)
성우 - 사이토 치와
시스터를 쫓아 영국에서 온 고아원에서 자란 소녀 헤어스타일은 트윈 테일 사자자리. 혈액형:O형 '스텔라'의 이름은 시스터가 공격 헬기 스텔라에서 명명했다. 솔직하고 순진한 보통 소녀 모습으로 있지만 본성은 히로시마 사투리에서 말하는 야쿠자이다. 이야기 진행되면서 언동은 히로시마 사투리로 통일되어있다.
고아원에 있었을 무렵은 수녀와 함께 수많은 아수라장을 빠져 있으며 그 전투력은 매우 높고 총을 지은 자매의 목을 억제 유일한 인물. 마리아에 승부를 도전한 무렵부터는 분노와 질투심 등으로 몸이 거대화 (통칭  '라오우 ')하는 일도 자주 있고 그 인간 떨어지고 능력에 채용과 별을 깜짝 놀라게 하고 있다.
꿈은 교량의 밑에 모두 '가족 (family) "가된다 (그러나 노리고 있는 것은 대부 자리)와 시스터를 지킬 정도 크게 될 수 있다. 철인 형제와 사이가 좋고, 그들을 사제(舎弟/しゃてい)에두고 있지만 상하 관계는 아니고 보통 친구처럼 놀고 있다.
마리아(Maria/マリア)
성우 - 사와시로 미유키
가축을 사육하고 있는 미녀 하천 거주자 먹는 계란 유제품을 만들고 있다 키:168cm 몸무게:85kg (어두운 기 포함) 혈액형:AB형 전갈자리
수녀에게 "자고 일어나기 마리아는 S 화신"라고 말하게 하는 만큼 순수의 새디스트  '로 사람을 괴롭힐 때 최고로 좋은 미소를 보인다. 수녀에게 사랑 받고 있지만, 전혀 신경쓰지 않고 있을뿐 아니라 그것을 알고 일부러 수녀에게 독설을 토한다. 또 그 이외에도 채용과 별 대상에 독을 뱉을 수있다. 반면 여성에게는 부드럽게 비호 태도를 보여줄 수 있지만, 일정 기간 아무도 학대하지 않고 있다 금단 증세가 나타나 누구누구 할 것없이 독을 토하게 된다. 자신이 놀림 때 더 독설이 주위가 쌀쌀해지다고 한다.
가녀린 체구에서는 상상도 할 수 없을만큼 강한 주먹 왕 상태 스텔라가 가볍게 다루어 정도이다. 가위 등 소형 무기를 사용한다. 가지고 기술은 상대를 순식간에 절단하는 끔찍한 마법 " '"지원 ○ 건's 파더 " '" 그 전투력은 수녀와 호각이며 촌장 가라사대 "풍신 뇌신의처럼 반대"
모국 원래 스파이처럼 수녀는 전장에서 만났다. 그때 수녀에게 허니 트랩을 걸어 3년간 부부가 된 급기야 "패전의 결정적 수단이 된"기밀 정보를 얻은 것 같다. 그것을 포함 스파이였던 과거는 종종 수녀에게(실력 행사에서)입막음 하고 있다. 덧붙여서 당시의 별명은 '아름다운 미사일 요격 장치 "
소수의 약점으로 매도가 전혀 효과가 없다. 실로 존재와 스파이 시대의 과거를 폭로하는 것을들 수있다.
그녀의 과거는 자매도 잘 모르지만 마리아 본인은 "지금까지의 인생에서 아니 생각할 수 없는만큼 지금이 너무 행복하다"고 말하고 있다.
라스트 사무라이(ラストサムライ)
성우 - 나카무라 유이치
상투를 땋은 T 셔츠 차림의 청년 일인칭은 "졸자 '에서 어미에"올시다 "를 붙인다. 키:178cm. 몸무게:73kg 혈액형:O형 염소자리
다리 아래의 작품은 미용사에서 가위 대신 일본도에서 머리를 잘라 그의 머리카락을 자르는 속도는 바로 신속이다.
친가는 무가의 혈통 하천 부지에 오기 전에는 카리스마 미용사로서 주로 여성에게 선전했다 미남 청년이었다. 그러나 여자들이 끌려 가게를 움직여가는 내 자신이하고 싶은 컷이 모르게되어, 일족에게 대대로 계승하는 칼을 마음을 진정 위해 하천 부지에서 휘두르고 있었을 때에 촌장과 만나 그의 말로 자신이 정말 하고 싶은 것을 찾아내고 지금의 모습으로 자리잡았다.
하천 부지에 와서는 자신의 신념을 상징하는 '상투 없다 "는 말이 쓰여진 T 셔츠를 항상 입고 있다. 덧붙여서이 T 셔츠를 시작 독특한 프린트가 그려진 T 셔츠는 하천의 미용실에서 살 수있다.
촌장에 대한 마음을 절대 굽히지 않는 P코 것이 좋지만 마음은 전하지 않고 있다.
빌리(ビリー)
성우 - 타치키 후미히코
앵무새의 마스크를 쓴 하드 보일드남자 재클린의 연인. 타이하쿠오우무 나이:4세 키:180cm 몸무게:74kg 사자자리 혈액형:A형
재클린에 무뚝뚝하면서 확고한 사랑과 청춘을 구현하는 차분한 언행은 사사건건 채용과 별도 저려하게 " '형님' '"라고 하고 있다. 여름에도 항상 정장을 입고 있다. "빌리"는 로카 빌리의 약어 촌장과 마찬가지로 인간 세상 밖으로 우기고 있다. "세걸음 걸으면 과거의 일은 모두 잊어" 것이 정책 가슴에 담배를 버리고 있지만 안에 들어있는 것은 평지
원래는 관동 최대 최강의 조직 "국조 모임 '의 전설적인 야쿠자했지만 조장 여자였다 재클린에 손을 대어 두 사람이 도망하여 현재에 이른다. 그가 항상 쓰고 있는 앵무새 마스크는 그가 소속되어 있던 "국조 모임 '의 것으로, 아라카와 하천 부지에 살고에서 항상 입고 있다. 또한 "국조 모임 '에 그녀를 빼앗은 기념일 조장의 곁으로 가고 바람 굴착을 포장이란 구별을 지었다.
재클린(ジャクリーン)
성우 - 고토 유코
여왕벌의 모습을 한 미녀 빌리의 연인 약세로 온화한 성격 나이는 빌리보다 나이 키:165cm 몸무게:50kg 사수 자리 혈액형:B형
다리 아래의 작품은 미용사 겨울에도 항상 미니 스커트를 입고 있다 빌리가 없다면 심하게 산란 "5m 이상 떨어지면 죽어 버린다" 같다.
본인 가라사대 "둥지에는  '삼만 마리의 어린이와 한 만 마리의 남편 '이있다" 답게 빌리와 불륜 관계에 있다. 원래는 빌리가 속해 있던 조의 조장 여자 까는 그 무렵에 입고 있던 예쁜 꽃 모양이 그려진 옷을 지금도 가지고 있어 다시 입으면 무서운 성격에 돌아온다. 또한 방탕 관계의 사람을 상대하는 때에도 극히 아내 때의 어조로 돌아온다.

### 기타
이치노미야 세키(市ノ宮積/いちのみや せき）
성우 - 코야마 리키야
리쿠의 친아버지이며 이치노미야의(市ノ宮/いちのみや)회사의 사장 나이:42세 키:175cm 몸무게:69kg 천칭자리 혈액형:A형
채용뿐만 아니라 천식 체질의 소유자로 "남에게 빚을 만드는 말것"이라는 가훈을 철저하게 고수 하고 있다. 자신을 반대하는 사람은 비록 아들도 용서하지 않는 엄격한 사람
항상 무표정이지만 미디어에 노출되는 경우 사람이 바뀐 것처럼 미소 짓는 표정을 보여준다 과연 리쿠의 것을 지나치게 노망 든다 높은 것을 골칫거리로 생각하고 시마 자키보고에서 타카는 지워 원하고 있다
채용 그를 골칫거리로하는 이유는 그 엄격 때문이기도하지만 어린 시절에 "성장받은 빚을 갚겠다며" 다양한 트라우마를 이식한 때문이기도 하다
타카이 테루마사(高井照正/たかい てるまさ）
성우 - 쵸
채용 밖에서 경영하는 회사의 유능한 비서 채용을 다정하고 있다. 나이:51세 키:174cm 몸무게:68kg 혈액형:A형 염소자리
10년 전 일 밖에 머리에 없던 것이 원인 아내에게 도망하며 망연자실되어 있던 그를 위해 일하는 틈틈이 들어오는 당시 초등학생 리쿠의 지시 메일 읽기 것이 마음의 버팀목이되어 이후 그에게 의존하고 있다.
니노와 만나 변화하는 리쿠의 모습을보고 감격의 눈물의 눈물을 흘릴 정도 기쁘게 생각하고 있지만 니노는 질투 나머지 시어머니의 태도를 취할 수도 있다. 그 지나친 접하는 방법은 옆에서 보면 "동성애 아닌가?"라고 생각하는 정도이며 채용을 시작 하천 주민도 기분 나빠 해지고 있다. "행님의 즐겨찾기 스크린샷 집 '이라는 독자적인 앨범을 제작하고 있다.
자신의 자아의 형태를 구현하고 레크 리에 함께 금성(?)행 로켓으로 날아올랐다. 그 레크 리에보다 늦게 지구로 귀환 이후 " '행님의 영혼 단계 수준을 높일 '"위해 행동하게 된다.
시마자키(島崎/しまざき）
목소리 - 타나카 리에
채용 회사 "GOES"직원 멋진 분위기의 미녀. 나이:32세 키:169cm 몸무게:49kg 혈액형:A형 Cancer
겉으로는 타카와 같이 채용 회사 직원이지만 리쿠의 아버지를 곱한에서 명령으로 그의 동향을 살펴 있지만 실은 산업 스파이 모두 회사에서 정보 유출을 하고 있다.
니노의 수도 찾고 있지만 조사를 계속에 니노가있는 " '막대한 가치있는 물건 '"에 찾아 맞힌다. 자신의 야심을 위해 곱한 그것을 숨기고 계속 하천 모니터링 을 계속하고 있다.
한 것을 계기로 실로에 반해 버려 서서히 그에게 흉내내했다 기행 달리게된다. 끝에 임무를 잊지 하천 주민 되려고 촌장에서 '여자 스파이'라는 이름을 받았다.
시골 출신 답게 감정이 교만한하면 말투가 방언된다. 어린 시절 매우 가난한 가정에서 자란 것 같고 본인은 그것을별로 생각하고 싶지 않은 것 같다.
수수께끼의 남자
성우 - 후지와라 케이지
위탁의 재개발 계획을 뒤에서 검거했다 신출귀몰한 수수께끼의 인물
항상 화장을 입고 있어 아마 조네스에서 "보스" 라고하고 있다. 니노 것을 소중히 생각하며 지키고 있다.
쿠와바라 바테치/지구 방위군 대장(くわばらぽてち/地球防衛軍隊長)
성우 - 세키 토모카즈
모에 계의 소녀 만화 "삐낫 트윈스 '를 그리고 있는 청년 만화가 나이:28세 키:162cm 몸무게:48kg 혈액형:B형 쌍둥이 자리
본명 불명 "쿠와바라 바테치 '은 필명이다. 이것은 그의 담당이 마음대로 붙인 이름으로 본인은별로 마음에 없다. 아라카와 하천 부지에서 촌장과 별이 만나 억압하고 있던 SF 만화에 대한 열정을 풀어 "지구 방위군 대장"을 자칭 시작한다.
이후 아라카와 하천 부지의 주민들을 모델로 한 SF 만화 '갤럭시 언더 더 브리지"를 연재하고 일부 컬트적인 인기를 자랑해 장기 연재되었다.
리쿠가 그의 주민 화를 저지하려고 거짓말을 한 탓으로 육지와 니노를 금성 인이라고 생각하고 경계하고 있다. 두 사람의 마음의 진의를 시험하기 위해 한때 부엽토의 멤버로 활동한 적도 있었다.
적당히 팔리고 있는 만화가 매번 마감에 쫓기고 있는 것 같아서 부정적인 일면을 보여줄 수있다.
아마 조네스(アマゾネス)
성우 - 코바야시 유우
리쿠가 야구를 찾아줬을 때 사이의 강변에서 만난 피부 노출이 많은 갑옷을 입고 텐구 양상을 입은 남자 3명을 거느리고 있는 무거운 소녀 나이:17세 키:198cm 체중은 자칭 사과2 개 분 혈액형:A형 황소 자리
첫 등장시의 어조는 이른바 '겉핥기'이었지만, 자신의 정체를 위장하기 첫 등장 시간의 라스트에서 여고생 말투의 겉핥기로 변화했다.
외관에 의하지 않고 의외로 병약 평소 짙은 화장을 하고 목소리 짙음지만 모습은 상당한 미소녀
좋아하는 아이스 "이기주의 자 모양"의 히트를 한방에 적용했다 채용에 반한다. 천구들의 협력을 얻어 육지로 공격을 계속했지만 나중에 자신에게 연애에 대한 조언을 준 별이 변심했다
수수께끼의 남자의 명령으로 아라카와 상류의 지하에 있는 우주 정거장과 같은 시설에 있는 로켓을 지키기 위해 주변을 24시간 감시하고 있다.
천구 3인방(天狗3人衆)
성우 - 나카무라 유이치
아마 조네스와 함께 "비보"를 지키는 검은 두 사람 금발 한 청년들 비키니 위에 부분과 "수줍음" "C컵"라고 그려진 이상한 T 셔츠를 입고 있고 아마 조네스이 3사람을 여자라고 주장하고 있다. 참고로 이름을 부를 땐 T 셔츠에 쓰여진 문자로 서로 부른다.
아마 조네스의 것을 진심으로 소중하게 생각하며 그녀의 사랑을 성취시키기 위해 모든 지원한다. 최면술을 사용할 수 있다.
야스(ヤス)
성우 - 나카무라 유이치
"국조 모임 '빌리의 동생 제비 흥분하면 머리에서 장식 날개가 난다.
쌍을 빠진 빌리와 달리 "국조 모임"에 남아있을 수 있기 때문에 하천 부지에 모습을 보이는 것은별로 없다. 타카이 육지를 다정하는 것과 동일한 수준에서 빌리에 심취하고 있다. 따라서 재클린과 연적 관계에 있다.
두더지(もぐら)
두더지 마스크를 쓴 이상한 조직 "부엽토"의 리더로 한 조직 촌장 가라사대 "무서운 털이 턱의 소유자" 촌장과 인연이있다.
조직원은 쇼커 같은 모습을 하고 있다 조직의 진정한 목적은 불명이지만 Mim 가짜 활동을 하고 시마 자키도 피해를 당하고 있다. 잠수함을 적어도 3척은 보유하고 있으며 자금력도 높다.
버드 진스 버그(バド・ギンズバーグ)
미국에서 활동하는 원래 파파라치 별 스캔들을 스바바이(すぱ抜い) 인물 파파라치의 직업을 통해 거액을 손에 넣었지만 그 수법 그악스러움이에서 아내에게 버림 받았다.
촬영에 관한 실력은 있고 별에서도 "좋은 사진을 찍는다"라고 평가되고 있다.
이리이 · 진스 버그(イリィ・ギンズバーグ)
버드의 딸 쿨한 성격 아버지의 귀가를 어머니와 함께 8년간 기다렸다.

## 드라마
이즈카 겐이 감독, 각본을 맡은 텔레비전 드라마가 마이니치 방송에서 제작되어 2011년 7월부터 9월까지 TBS 계열에서 방송됐다. 또 드라마와 같은 출연진과 제작진이 참가한 영화 《아라카와 언더 더 브리지 더 무비》가 2012년 2월 4일에 개봉됐다.

## 인용
1. ↑  『rockin'on』2008年11月号作者インタビューより